# Суури-Котаярви
Су́ури-Котая́рви (Сури-Кота-ярви; фин. Suuri Kotajärvi) — озеро на территории Лоймольского сельского поселения Суоярвского района Республики Карелия.

## Общие сведения
Площадь озера — 0,5 км². Располагается на высоте 139,0 метров над уровнем моря.
Форма озера продолговатая: вытянуто с северо-запада на юго-восток. Берега каменисто-песчаные, преимущественно возвышенные.
Через озеро протекает река Каартойоки, впадающая в озеро Уксуярви, через которое протекает река Уксунйоки.
Населённые пункты возле озера отсутствуют. Ближайший — посёлок Райконкоски — расположен в 6 км к ЮЮЗ от озера.
Название озера переводится с финского языка как «большое озеро с хижиной».
Код объекта в государственном водном реестре — 01040300211102000013940.